# Большие Селищи (Новгородская область)
Большие Селищи — деревня в Батецком районе Новгородской области России. Входит в состав Передольского сельского поселения.

## География
Деревня расположена среди хвойно-широколиственных лесов. Рядом с ней течёт река Кшевка, которая впадает в реку Луга. Неподалёку от деревни находится исторический памятник — Шум-гора. Деревня находится недалеко от автодороги 49К-01.Самая близкая школа находится в Новом Овсине. Ближайшие населённые пункты : Мелковичи, Брод, Кшева, Лихарева Горка, Кчера, Подберезье.

## Население
2010.    2025
0 чел.   4 чел.

## Инфраструктура
В деревне 1 улица , 6 домов